# Felimare marci
Felimare marci is een slakkensoort uit de familie van de Chromodorididae. De wetenschappelijke naam van de soort is voor het eerst geldig gepubliceerd in 1971 door Ev. Marcus.